# Essendon Football Club
L'Essendon Football Club è un club di football australiano che gioca al Etihad Stadium (uno stadio multifunzionale di Melbourne). Fondato nel 1871 come club giovanile, la sezione per adulti è stata fondata due anni dopo, ha la propria sede nella Essendon Recreation Reserve, comunemente nota come Windy Hill, nella città di Melbourne, Australia.
È uno dei più ricchi, popolari e vittoriosi club della lega, guidato da giocatori carismatici come il capitano Matthew Lloyd e l'ex capitano James Hird, e dall'allenatore Kevin Sheedy, in carica ben dal 1981.

## Storia

### Gli anni prima della VFL (1871 - 1896)
L'Essendon Football Club è stato fondato durante una riunione in casa della famiglia McCrackens, che ospitava già nella loro proprietà ad Ascot Vale un team giovanile.
Robert McCracken, proprietario di diversi Hotel in Melbourne, diventò il primo presidente e suo figlio diciassettenne Alex il primo segretario. In seguito Alex McCracken divenne presidente a sua volta del club e della lega VFL. Un cugino di Alex, Collier, che aveva in precedenza giocato nella squadra di Melbourne, divenne il primo capitano della squadra.
L'esatta data della fondazione non è chiara, esistono diverse teorie, che datano la fondazione tra il 1871 e il 1873, cosa certa è che la prima partita ufficiale venne giocata il 7 giugno 1873 contro le riserve di Carlton, e il match termino con l'inusuale punteggio di 1-0.
Essendon giocò 13 partite nella sua prima stagione, vincendone sette, pareggiandone quattro e perdendone solo due.
Il club ha indossato le maglie con il disegno attuale fin dalla prima partita ufficiale.
Nel 1877 Essendon entrò a far parte della VFA (Victorian Football Association) disputò 19 partite, ne vinse 8 e si qualificò quarto anche se va notato che nei primi anni di vita il club era considerato un club giovanile e per questo gli venivano fatte alcune bizzarre concessioni dalla VFA, come il poter schierare 25 giocatori invece di 20 quando incontrava i club più forti.
Durante i primi anni Essendon giocò i propri incontri casalinghi a Flemington Hill e nel 1881 si trasferì all'East Melbourne Cricket Ground, dove rimase per quaranta anni, prima di tornare alla Essendon Recreation Reserve. Lo spostamento ad East Melbourne rese più agevole l'afflusso di spettatori e segnò l'avvio della grande base di supporter per il club.
Nel 1883 Essendon fece una tournée ad Adelaide dove giocò 4 partite, vincendone 3 e perdendone una e nel 1888 fu uno dei club della VFA ad affrontare la squadra nazionale di Rugby inglese in visita in Australia. La partita venne giocata con le regole del football australiano e vide i rugbisti perdere per 77.16 a 3.5
Nel 1891 Essendon era il club più forte della VFA, vinse il campionato facilmente perdendo un solo incontro su venti disputati. L'anno seguente ad Essendon arrivò uno dei migliori giocatori della storia del football australiano, Albert Thurgood, che segnò ben 56 goal nella sua prima stagione, portando Essendon ad un nuovo titolo vincendo nuovamente 19 gare su venti. Nel 1893 Essendon fece ancora meglio, e rimase imbattuta per tutta la stagione. Essendon si aggiudicò il suo quarto titolo VFA consecutivo nel 1894. In quattro anni Essendon su 77 gare di campionato ne vinse 66 e ne pareggiò 8 e si aggiudicò anche 18 incontri contro squadre di altre colonie.
Nel 1895 Albert Thurgood si trasferì in Australia Occidentale e la perdita di tale campione segnò le fortune del club che nel 1896 assieme ad altri 7 club si separò dalla lega VFA per fondare la Victorian Football League VFL.
Il club era al centro del movimento che delineò il gioco nella sua forma attuale, come ad esempio le dimensioni del campo di gioco (Flemington Hill dal 1878), l'uso da parte degli arbitri di porta delle bandierine per segnalare il punteggio (1886), l'uso di pantaloncini bianchi nelle gare esterne (1893). Nel 1879 Essendon giocò contro Melbourne in uno dei primi incontri in serata e nel 1880 fu il primo ad organizzare un treno speciale per un incontro giocato a Geelong.

### Dalla formazione della VFL alla prima Guerra mondiale (1897 - 1915)
Essendon vinse il primo campionato della neonata lega nel 1897, vincendo 14 dei 17 incontri disputati.
Tra i giocatori della squadra di Essendon i più famosi erano: il ruckman Charles 'Tracker' Forbes, George Vautin, Arthur Cleghorn, l'half back e capitano George Stuckey, forward Pat O'Loughlin e half forward August Officer.
Nel 1898 Essendon giocò la sua prima finale, ma venne sconfitta dal meno quotato Fitzroy per,5.8 (38) a 3.5 (23) di fronte a una folla di 16.538 spettatori.
L'anno seguente Albert Thurgood ritornò a giocare per Essendon, ma non riuscì ad essere determinante come un tempo e il team finì al quinto posto. 
Nel 1900 il club arrivò terzo e l'anno seguente si aggiudicò la sua prima finale, battendo 6.7 (43) a 2.4 (16) il Collingwood Football Club anche grazie ad Albert Thurgood che segnò tre gol di cui uno da 85 metri (93 iarde).
Collingwood si vendicò della sconfitta l'anno seguente vincendo con 33 punti di scarto 9.6 (60) a 3.9 (27). Tale sconfitta segnò anche l'avvio di un periodo buio per i bombardieri, che non riuscirono ad arrivare più in alto del quarto posto nei quattro anni seguenti e si aggiudicaro anche il loro primo cucchiaio di legno nel 1907.
Nel 1908 Essendon arrivò alla finale, che però perse contro il Carlton Football Club guidato da Jack Worrall.
Worrall guidò Carlton a tre successi consecutivi, prima di passare ad Essendon e vincere nel 1911 il terzo titolo VFL per il club dei bombardieri, che nella finale sconfissero Collingwood per soli 6 punti, 5.11 (41) a 4.11 (35), di fronte a 43.905 al MCG.
Essendon giocò contro il campione della lega dell'Australia del Sud SANFL West Adelaide, ma perse per 8.9 (57) a 7.12 (54).
Nel 1912 Essendon perse la semifinale contro South Melbourne.
Nel 1913 il club entrò in periodo nero, si classificò ottavo (su dieci) ed impiegò dieci anni prima di assaporare le finali. A causa del conflitto mondiale, Essendon non giocò nel 1916 e 1917.

### Gli anni tra i conflitti mondiali (1918 - 1938)
Nel 1921 l'Essendon Football Club si trasferì a Windy Hill e, data la vicinanza con l'aeroporto, prese anche il proprio soprannome attuale, i bombardieri, per lasciare quelli di "the same olds" (quelli di sempre), "the sash wearers" (quelli con la fascia) e "the Essendonians". Questo cambiamento ebbe anche un effetto positivo sul campo, ed Essendon arrivò per la prima volta dal 1912 alle finali e si classificò al terzo posto.
Ma il meglio doveva ancora arrivare, nel 1923, dopo aver perso la gara di qualificazione contro South Melbourne, Essendon batté Fitzroy per 8.15 (63) a 6.10 (46).
In quella squadra giocava un gruppo di giocatori soprannominati "mosquito fleet" (la squadriglia di mosche) per la loro bassa statura, inusuale per il football australiano, sei di loro erano infatti sotto il metro e sessantasette.
Nella stagione 1924 la VFL provò a cambiare il regolamento e, come nel 1897, primo anno di vita della lega, si decise di giocare un girone finale invece delle consuete gare ad eliminazione. Essendon si aggiudicò le prime due partite, e vinse il campionato grazie ad una sconfitta di 20 punti contro Richmond, grazie alla migliore percentuale (o differenza punti). La gara lasciò uno strascico di polemiche che videro i giocatori di Essendon accusarsi vicendevolmente di aver venduto la partita che si ripercossero sia nella sconfitta contro Footscray, campione della VFA, che in una serie di defezioni sia sul campo sia tra i tifosi, e un conseguente declino del club.
Dopo un terzo posto nel 1926, i bombardieri sparirono dalle finali per ben quattordici anni.
La stagione del 1933 fu probabilmente l'inizio della resurrezione di Essendon, grazie all'ingaggio di quello che si dimostrerà il migliore giocatore dei bombardieri, se non della lega, di sempre: Dick Reynolds.
L'impatto di Reynolds nella lega fu immediato, e si aggiudicò la medaglia Brownlow per il miglior giocatore della lega già nella sua seconda stagione, a soli 19 anni (successo poi ripetuto nel 1938 e nel 1939).

### Gli anni di Dick Reynolds (1939 - 1960)
Reynolds venne nominato giocatore-allenatore nel 1939 assieme ad Harry Hunter. Nel 1940 ottenne la carica in esclusiva, e riportò i bombardieri alle finali, dove terminarono terzi, mentre l'anno successivo Essendon riassaporò il gusto di una finale, anche se venne sconfitta da Melbourne.
Nel 1942 Essendon vinse il primo campionato dopo anni, nonostante il torneo venne giocato in tono minore per via del conflitto mondiale in atto.
I bombardieri rivinsero il campionato nel 1946, dopo un secondo posto nel '43, un terzo nel '44 e un ottavo nel '45. La finale, contro Melbourne, vide Essendon prevalere per 22.18 (150) a 13.9 (87) grazie a ben 7 centri dell'half forward Gordon Lane.
Nel 1947 e nel 1948 i bombaridieri giocarono nuovamente la finale, ma nel '47 vennero battuti da Carlton per un solo punto e nel '48, dopo aver pareggiato il primo match 7.27 (69) a 10.9 (69) , persero la ripetizione della gara contro Melbourne 13.11 (89) a 7.8 (50).
Nel 1949, anche grazie a John Coleman e ai suoi 100 gol stagionali, Essendon approdò in finale e batté Carlton di ben 73 punti: 18.17 (125) a 6.16 (52).
Nel 1950 Essendon conquistò la propria terza doppietta, battendo in finale North Melbourne, e nel 1951 ai bombers sfuggì la tripletta ad opera di Geelong, nonostante questo Essendon conquistò il record di giocare ben sei finali consecutive tra il 1946 e il 1951.
Nel 1952 i bombardieri non arrivarono più in là dell'ottavo posto.
Le fortune di Essendon si interruppero in coincidenza con la fine, per un incidente al ginocchio, della carriera folgorante di John Coleman. Nel 1957 e nel 1959 i bombardieri vennero sconfitti in finale da Melbourne.
La carriera di John Coleman si interruppe all'età di venticinque anni, dopo 98 incontri di VFL, dove segnò 537 goal.

### Gli anni di John Coleman (1961 - 1967)
Nel 1961 John Coleman successe a Dick Reynolds come allenatore dei bombardieri e, dopo una stagione di assestamento a metà classifica, portò Essendon a vincere il campionato nel 1962.
Dopo due anni di limbo, i bombardieri tornarono alla vittoria nel 1965.
La carriera di Coleman sulla panchina si dimostrò molto simile a quella in campo, ricca di successi, ma breve, nel 1967, infatti, fu costretto a ritirarsi per motivi di salute.

### Il declino (1968 - 1980)
Dopo il ritiro di Coleman, il club faticò a raggiungere il successo dentro e fuori dal campo, aggiudicandosi più spesso il cucchiaio di legno che le finali. Cinque allenatori si avvicendarono sulla panchina di Essendon, e nessuno vi rimase per più di quattro anni.
Alcuni episodi marcarono negativamente gli anni dal '68 all'80, nel 1970 cinque giocatori iniziarono uno sciopero prima dell'inizio della stagione chiedendo un aumento dello stipendio e nel 1980 Phil Carman colpì con una testata un arbitro, venne squalificato per sedici giornate, e fece ricorso alla corte suprema, aggiungendo imbarazzo alla pubblicità negativa del club.
L'unico anno che diede un po' di respiro ai tifosi dei bombardieri fu il 1976, quando Graham Moss vinse la medaglia Brownlow per il miglior giocatore della lega.

### Gli anni di Kevin Sheedy (1981 - adesso)
Nel 1981 approdò sulla panchina di Essendon Kevin Sheedy, ex giocatore di Richmond, che aveva appena appeso le scarpe al chiodo. Nonostante la mancanza di esperienza, Sheedy portò i bombardieri alle finali già al primo anno. Impresa ripetuta l'anno successivo.
Nel 1983 Essendon fece la sua prima apparizione in una finale dopo anni, ma venne sconfitto contro 
Hawthorn. I bombardieri si rifecero però nei due anni successivi. Nel 1984 Essendon vines in rimonta e nell' '85 dominò decisamente la gara.
Mentre molti commentatori già parlavano di una dinastia di Essendon, la squadra attraversò un momento buio, e raggiunse la finale solo nel 1990, dove venne sonoramente sconfitta da Collingwood.
Il successo tornò brevemente in casa dei bombardieri, quando nel 1993, dopo una stagione molto equilibrata, vinsero la finale contro Carlton e Gavin Wanganeen si aggiudicò la medaglia Brownlow.
La sfortuna ebbe un ruolo determinante nel prosieguo degli anni, nel 1996 Essendon mancò l'accesso alla finale per un solo punto e nel 1999 perse la finale sempre per un solo punto.
L'anno 2000 è stato uno dei migliori della storia di Essendon, che vinse la finale dopo aver perso un solo incontro in tutta la stagione.
L'anno successivo i bombardieri sono andati vicini alla doppietta, ma hanno perso la finale contro Brisbane.
Negli ultimi anni Essendon non ha saputo ripetersi, dal 2002 al 2004, è finito sesto e nel 2005 tredicesimo.
L'ultima stagione ha visto Essendon lottare contro un'altra nobile decaduta, Carlton, per il penultimo posto, dopo una serie record di ben quattordici sconfitte consecutive.

## Società affiliate
L'Essendon Football Club ha diverse società affiliate, sia in Australia che nel mondo:
| Club                   | Lega                                |
| ---------------------- | ----------------------------------- |
| Bendigo Bombers        | Victorian Football League           |
| North Shore Bombers    | Sydney AFL Premier Division         |
| Redland Bombers        | Queensland State League             |
| Lauderdale Bombers     | Southern Football League (Tasmania) |
| Manchester United F.C. | FA Premier League                   |
| Tiwi Bombers           | Northern Territory Football League  |

## Records
- Campionati VFA vinti:
  - 1891, 1892, 1893, 1894.
- Campionati VFL/AFL vinti:
  - 1897, 1901, 1911, 1912, 1923, 1924, 1942, 1946, 1949, 1950, 1962, 1965, 1984, 1985, 1993, 2000.
- VFL/AFL finali perse
  - 1898, 1902, 1908, 1941, 1943, 1947, 1948, 1951, 1957, 1959, 1968, 1983, 1990, 2001.
- Pre campionati:
  - 1981, 1984, 1990, 1993, 1994, 2000.
- Campionati VFL/AFL riserve vinti:
  - 1921, 1950, 1952, 1968, 1983, 1992, 1999.
- Campionati VFL/AFL giovanili vinti:
  - 1950, 1952, 1959, 1961, 1966.

## Trofei Individuali

### Vincitori della medaglia Brownlow per il miglior giocatore
- Dick Reynolds (1934, 1937 e 1938)
- Bill Hutchison (1952 e 1953)
- Graham Moss (1976)
- Gavin Wanganeen (1993)
- James Hird (1996)
- Jobe Watson (2012)

### Vincitori del Leigh Matthews Trophy per il miglior giocatore (secondo l'associazione giocatori)
- Terry Daniher (1983)
- Tim Watson (1989)

### Vincitori della Medaglia Coleman per il miglior marcatore
- Ron Evans (1959, 1960)
- Ted Fordham (1966)
- Matthew Lloyd (2000, 2001, 2003)

### Vincitori della Medaglia Norm Smith
- Billy Duckworth (1984)
- Simon Madden (1985)
- Michael Long (1993)
- James Hird (2000)

### Vincitori della Medaglia Michael Tuck
- Gavin Wanganeen (1993)
- Gary O'Donnell (1994)
- Mark Mercuri (2000)

### Mark dell'anno
- Gary Moorcroft (2001)

## Squadra del secolo
Per celebrare il 125-esimo anniversario del club e il centesimo della VFL/AFL, Essendon ha annunciato il seguente "Team of the Century" nel 1997.

| Essendon Team of the Century | Essendon Team of the Century | Essendon Team of the Century | Essendon Team of the Century |
| ---------------------------- | ---------------------------- | ---------------------------- | ---------------------------- |
| Back                         | Gavin Wanganeen              | Fred Baring                  | Tom Fitzmaurice              |
| Half Back                    | Barry Davis                  | Wally Buttsworth             | Harold Lambert               |
| Centre                       | Reg Burgess                  | Jack Clarke                  | Michael Long                 |
| Half Forward                 | James Hird                   | Ken Fraser                   | Terry Daniher                |
| Forward                      | Bill Hutchison               | John Coleman                 | Albert Thurgood              |
| Foll                         | Simon Madden                 | Tim Watson                   | Dick Reynolds (Capitano)     |
| Riserve                      | Mark Thompson                | Keith Forbes                 | Frank Maher                  |
| Riserve                      | William Griffith             |                              |                              |
| Allenatore                   | Christopher Anderson         |                              |                              |

## Campioni di Essendon
Nel 2002, il club ha scelto 25 giocatori come campioni di Essendon:
1. Dick Reynolds
2. John Coleman
3. James Hird
4. Bill Hutchison
5. Simon Madden
6. Tim Watson
7. Ken Fraser
8. Jack E. Clarke
9. Albert Thurgood
10. Tom Fitzmaurice
11. Terry Daniher
12. Wally Butsworth
13. Reg Burgess
14. Bill Busbridge
15. Barry Davis
16. Keith Forbes
17. Graham Moss
18. Mark Harvey
19. Gavin Wanganeen
20. Mark Thompson
21. John Birt
22. Matthew Lloyd
23. Michael Long
24. Fred Baring
25. Harold Lambert